# Viticoltura nell'antica Grecia

Influenza greca nel XI secolo a.C.

La viticoltura nell'antica Grecia favorì gli scambi commerciali con i paesi e le regioni vicine. Numerose tradizioni e aspetti culturali venivano associati al vino, che portò anche a grandi cambiamenti nella Grecia antica.
Secondo Johnson, si può affermare che i popoli del Mediterraneo iniziarono ad uscire dalla barbarie proprio quando impararono a coltivare l'olivo e la vite.
Gli antichi greci furono pionieri nell'ideazione di nuovi metodi di viticoltura e produzione del vino, che diffusero presso le prime comunità vinicole di quelle che oggi sono Francia, Italia, Austria e Russia, e non solo, attraverso il commercio e la colonizzazione. In questo modo, influenzarono notevolmente le antiche culture vinicole europee dei Celti, degli Etruschi, degli Sciti e infine dei Romani.

## Origini
La viticoltura esiste in Grecia sin dal tardo Neolitico, con la coltivazione domestica che si diffuse ampiamente all'inizio dell'Età del Bronzo. Attraverso il commercio con l'antico Egitto, la civiltà minoica di Creta venne introdotta ai metodi di vinificazione egiziani, un'influenza probabilmente trasmessa anche alla Grecia micenea.  I palazzi minoici avevano vigneti annessi, come dimostrato da Spyridon Marinatos negli scavi a sud del sito del palazzo di Archanes, e a Kato Zakros nel 1961 fu riportata alla luce l'equivalente minoica di una villa rustica dedicata alla produzione di vino. 
Nella cultura minoica della metà del secondo millennio a.C., il vino e il toro sacro erano collegati nella forma di coppe da vino a forma di corno chiamate rhyta; il nome Oinops (greco: οἶνοψ, "color vino")  è attestato due volte nelle tavolette in Lineare B  a Cnosso  e ripetuto due volte in Omero.  Insieme alle olive e ai cereali, l'uva era un'importante coltura agricola vitale per il sostentamento e lo sviluppo della comunità; l'antico calendario greco seguiva il ritmo dell'anno del viticoltore.
Uno dei primi torchi per il vino più antichi fu scoperto a Palekastro a Creta, isola da cui si ritiene che i Micenei abbiano diffuso la viticoltura ad altri popoli del Mar Egeo e, con molta probabilità, anche nella Grecia continentale.
Nel periodo miceneo, il vino assunse un'importanza maggiore a livello culturale, religioso ed economico. Documenti incisi su tavolette in Lineare B riportano dettagli su vino, vigneti e commercianti di vino, nonché un primo riferimento a Dioniso, il dio greco del vino. I Greci inserirono l'arrivo della cultura vinicola nei miti di Dioniso e dell'eroe culturale Aristeo.
Resti antichi di anfore dimostrano che i Micenei commerciavano attivamente vino in tutto il mondo antico in luoghi come Cipro, Egitto, Palestina, Sicilia e Italia meridionale.